# Мансфилд (гора)
Ма́нсфилд (англ. Mount Mansfield ← man's field букв. «человеческое поле») — высочайшая точка штата Вермонт.
Гора имеет несколько вершин, расположенных практически на одной линии. Все они имеют названия частей человеческого тела: англ. Adams Apple (с англ. — «кадык»; 1237 м), Chin («подбородок»; 1339 м, высшая точка), Nose («нос»; 1238 м) и Forehead («лоб»; 1201 м).
Гора расположена на границе округов Читтенден и Ламойлл. В верхней части горы расположена альпийская тундра, это одно из двух мест в Вермонте, где сохранилась тундра со времён Ледникового периода.
Зимой склоны горы популярны у любителей горных лыж.